# Петропавлівський собор (Санкт-Петербург)
Петропавлівський собор (офіційна назва — Собор в ім'я першоверховних апостолів Петра й Павла) — культова споруда, православний храм Санкт-Петербурга, на території Петропавлівської фортеці. Збудований у 1712—1733 роках італійським архітектором Доменіко Трезіні за наказом імператора Петра I. Автором креслення дерев'яного шпилю собору був українець Іван Зарудний.
Висота дзвіниці — 123 м (найвища дзвіниця православних церков у світі та найвища дзвіниця на території Росії). До 2012 року це була найвища будівля Санкт-Петербурга.
Собор є усипальницею російського імператорського дому Романових.

## Історія
У 1703 році на березі Неви цар Московії Петро I заснував фортецю, що поклала початок місту Санкт-Петербург. Відразу після цього закладено дерев'яну Петропавлівську церкву, побудовану в 1704 році. Після цього в 1712 році імператор вирішив на місці дерев'яної церкви побудувати великий кам'яний собор. Роботу доручили італійському архітекторові Доменіко Трезіні. Будівництво завершили 1733 року вже після смерті Петра.
Протягом 1733—1858 років (до освячення Ісаакіївського собору) був кафедральним собором.
Після Жовтневого перевороту 1917 року храм перетворили на музей, а значну частину його цінностей перенесли в інші музеї. Собор відкрили для богослужінь у 2000 році, у ньому постійно проходять панахиди за членами імператорської родини.

## Некрополь російських імператорів
Від самого початку Петропавлівський собор використовували як некрополь для російських імператорів і членів їх сімей. У 1715 році, ще в недобудованому соборі поховали дружину царевича Олексія Петровича Шарлотту Крістіну Брауншвейг-Вольфенбюттельська, а в 1718 — самого царевича. Петра І поховали в соборі лише 29 травня 1731 року, за 6 років після смерті. Загалом у соборі поховані всі правителі Російської імперії, окрім Петра II (похований у Москві) та Івана VI (місце смерті та поховання невідоме). Поруч із собором є Великокняжна усипальниця, де поховані інші некороновані члени династії Романових.

## Цікаві факти
Петропавлівський собор зображений на купюрі в 50 російських рублів.

## Світлини

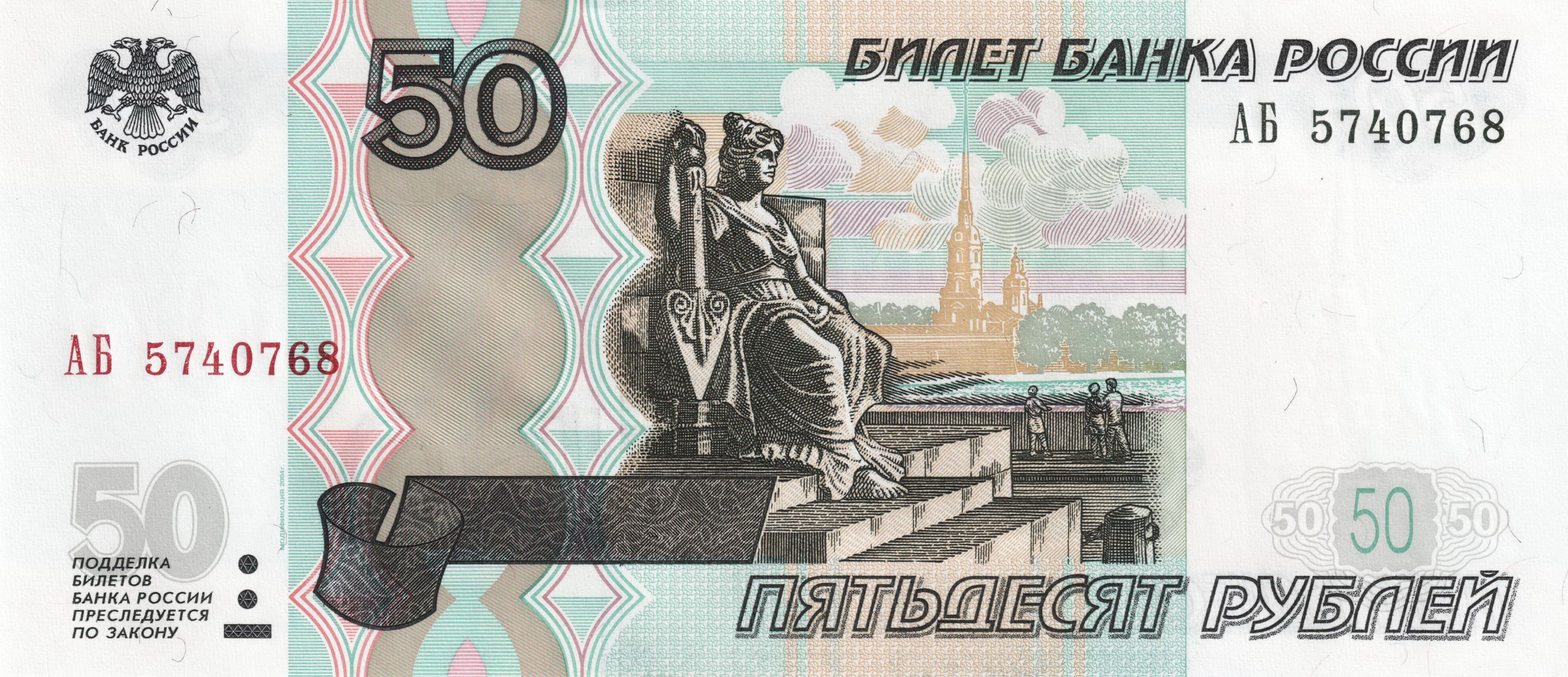
Петропавлвський собор (на задньому фоні) на банкноті в 50 рублів